# Jardim das Amoreiras
O Jardim das Amoreiras, formalmente intitulado Jardim Marcelino Mesquita, é um jardim situado na Praça das Amoreiras, freguesia de Santo António, em Lisboa.
Com uma área de seis mil metros quadrados, o jardim é delimitado em parte pelo Aqueduto das Águas Livres e encontra-se sobre a Mãe d'Água, local de abastecimento histórico de água à cidade de Lisboa e actual Museu da Água.
Também delimitando parcialmente o jardim encontram-se a Fundação Árpád Szenes-Vieira da Silva, instalada na antiga fábrica das sedas, a capela de Nossa Senhora de Monserrate e diversas habitações do século XVIII, construídas originalmente para albergar os trabalhadores da fábrica das sedas.
A capela de Nossa Senhora de Monserrate encontra-se junto ao quinto arco do aqueduto e foi construída por ordem da Irmandade dos Fabricantes de Seda, durante o século XVIII.
No centro do jardim encontra-se um fontanário de forma circular, que é ladeado por bancos de pedra.

## História
O Jardim das Amoreiras foi idealizado pelo Marquês de Pombal e inaugurado em 1759. O Marquês de Pombal projectou 331 amoreiras para o local, onde se situava a fábrica das sedas, com o intuito de promover a indústria da seda portuguesa.
Realizava-se neste local a Feira das Amoreiras.
O jardim foi intitulado "Jardim Marcelino Mesquita" em homenagem ao escritor e dramaturgo Marcelino Mesquita.

## Flora
Existem dez diferentes espécies de árvores no jardim. Além da presença das árvores de amoreira, existem também ginkgos e um plátano-bastardo.

## Recreação
Além da presença dos museus e da capela, a área do jardim compreende um pequeno lago e um parque infantil.